# Shimotsu
Shimotsu (Japans: 下津町, Shimotsu-cho) was een gemeente in het District Kaiso van de prefectuur Wakayama.
In 2003 had de gemeente 14481 inwoners en een bevolkingsdichtheid van 363,57 inw./km². De oppervlakte van de gemeente bedroeg 39,83 km². 
Op 1 april 2005 hield de gemeente op te bestaan als zelfstandige entiteit toen het werd aangehecht bij de stad Kainan. 